# Сперелуп Іван Вікторович
Іва́н Ві́кторович Сперелуп (14 серпня 1996 — 6 травня 2018) — старший солдат Збройних сил України, учасник російсько-української війни.

## Життєпис
Народився 1996 року в місті Слов'яносербськ (Луганська область). Його батько — шахтар з Луганщини, мама — з Галичини; 2010-го родина переїхала до Ходорова. Закінчив Ходорівську ЗОШ, 2016 року — Новороздільський політехнічний коледж — за фахом еколога, працював на приватній фірмі у Жидачеві.
13 жовтня 2016-го призваний на військову службу, 16 листопада підписав контракт, спочатку був кулеметником, згодом пройшов підготовку на механіка-водія. Старший солдат, старший механік-водій БМП 1-го механізованого відділення 3-го механізованого взводу 9-ї механізованої роти 3-го механізованого батальйону 24-ї бригади. Воював біля Золотого і Попасної, з січня 2018 року — біля Новгородського.
6 травня 2018-го загинув під час патрулювання району оборони поблизу села Новоселівка (Ясинуватський район) внаслідок підриву БМП-2 на керованому фугасі, під час вогневого зіткнення з ДРГ противника.
10 травня 2018 року похований у Ходорові; в останню путь проводило більше 1000 людей, стояли на колінах, процесію супроводжував військовий оркестр.
Без Івана лишились батьки й три сестри.

## Нагороди та вшанування
- указом Президента України № 239/2018 від 23 серпня 2018 року «за особисту мужність і самовіддані дії, виявлені у захисті державного суверенітету та територіальної цілісності України, зразкового виконання військового обов'язку» — нагороджений орденом «За мужність» III ступеня (посмертно)[1]